# Douglas DA-1 Ambassador
El Douglas DA-1 Ambassador fue un avión ligero monomotor estadounidense de los años 20 del siglo XX. Era un monoplano de ala en parasol destinado al uso privado, pero solo fue construido un ejemplar, que se destruyó en un accidente al despegar, causando que se abandonase el desarrollo.

## Desarrollo y diseño
En 1926, la Douglas Aircraft Company diseñó y construyó un solo ejemplar del Commuter, un pequeño monoplano de ala alta biplaza destinado a ser un avión privado barato. Boeing estaba ocupada fabricando aviones militares, mientras que había una competencia severa en la zona barata del mercado de aviones privados, así que no desarrolló ninguna producción. Sin embargo, Douglas no abandonó completamente el mercado de aviones privados, ya que el mismo año comenzó el diseño de un nuevo y más capaz avión ligero, el Douglas DA-1.
El DA-1 era un monoplano de ala en parasol, con tren de aterrizaje fijo de rueda de cola y equipado con un motor radial Wright Whirlwind de 220 hp (164 kW). A diferencia del Commuter, fabricado principalmente en madera, el DA-1 era de construcción mixta, teniendo el fuselaje una estructura metálica y las alas, largueros de abeto y costillas de abeto recubiertas de contrachapado. Tenía cabinas en tándem, y podía llevar dos pasajeros además del piloto, o ser preparado con controles duales para el entrenamiento de pilotos.
El diseño detallado y la construcción se desarrollaron lentamente debido a la pesada carga de trabajo de Douglas, y el prototipo del DA-1, que había sido ordenado por Ambassador Airways de Texas, no fue volado hasta septiembre de 1928. Fue exhibido en las Carreras Aéreas Nacionales de 1928, y en las carreras aéreas de El Paso, Texas, más tarde aquel año; pero mientras estaba siendo volado de vuelta desde El Paso a la fábrica de Douglas en Santa Mónica (California), con Donald Douglas como pasajero, se accidentó en el despegue. Aunque nadie resultó herido, el tren de aterrizaje se rompió, no siendo el avión reparado, y no siendo construidos más ejemplares.

## Especificaciones
Referencia datos: McDonnell Douglas Aircraft since 1920

### Características generales
- Tripulación: Uno
- Capacidad: Dos pasajeros
- Longitud: 6,9 m
- Envergadura: 10,7 m
- Superficie alar: 19,7 m²
- Peso vacío: 793,8 kg
- Peso cargado: 1147,6 kg
- Peso útil: 353,8 kg
- Planta motriz: 1× motor radial de 9 cilindros refrigerado por aire Wright Whirlwind.
  - Potencia: 164,1 kW (220 hp)

### Rendimiento
- Velocidad nunca excedida (Vne): 225,3 km/h
- Velocidad crucero (Vc): 169 km/h
- Velocidad de entrada en pérdida (Vs): 80,5 km/h
- Techo de vuelo: 4419,6 m (14500 pies)
- Régimen de ascenso: 4,57 m/s (900 pies/min)